# Les Étrennes des orphelins
Les Étrennes des orphelins est un poème d'Arthur Rimbaud vraisemblablement composé à la fin de l'année 1869, et publié le 2 janvier 1870 dans La Revue pour tous, après que l'auteur eut effectué quelques coupes à la demande de l'éditeur. Si l'on excepte les poèmes écrits en latin, il s'agit de la plus ancienne des compositions poétiques connues de l'auteur des Illuminations.

## Analyses et critiques
Composé de 104 vers et cinq strophes d'alexandrins à rimes plates, « Les Étrennes... » évoque le sort de deux petits enfants qui viennent de perdre leur mère et sont livrés à eux-mêmes « en la maison glacée » (v.39), la veille de Noël. Certains le trouvent trop sentimentaliste et d'une technique pas encore affirmée.
Largement inspiré d'une poésie de la pitié sociale non dénuée de sensiblerie, illustrée notamment par Marceline Desbordes-Valmore (La Maison de ma mère), et dans une certaine mesure par le Victor Hugo des Pauvres gens (paru dans la seconde série de La Légende des siècles), le Jean Reboul de L'Ange du berceau,  et surtout le François Coppée des Enfants trouvés, ce poème a diversement été apprécié par les commentateurs de Rimbaud, qui y ont généralement vu un poème de jeunesse peu représentatif de l'œuvre ultérieure.

« L'âpre brise d'hiver qui se lamente au seuil

Souffle dans le logis son haleine morose ! (...)

Et là, c'est comme un lit sans plume, sans chaleur,

Où les petits ont froid, ne dorment pas, ont peur ;

Un nid que doit avoir glacé la bise amère... »

(Extrait des Étrennes des orphelins)